# Käthe Kollwitzová
Käthe Kollwitzová, rozená Schmidt (8. července 1867 v Královci – 22. dubna 1945 v Moritzburgu), byla německá grafička, sochařka a malířka, jedna z nejslavnějších německých umělkyň 20. století. Její dílo se stalo známým díky hlubokému sociálnímu vyznění. Zprvu se zaměřovala na témata z německé historie (Selská válka, 1908), po vypuknutí první světové války potom témata protiválečná, zvláště pak na problém matek, které ztratily ve válce dítě. Se svými často vážnými, někdy děsivě realistickými litografiemi, lepty, mědirytinami, dřevoryty a sochami, které vycházejí z osobních okolností a zkušeností, vyvinula samostatný umělecký styl integrující vlivy expresionismu a realismu. Její dílo bylo za nacismu označeno za zvrhlé.

## Život a dílo

### Mládí a studium

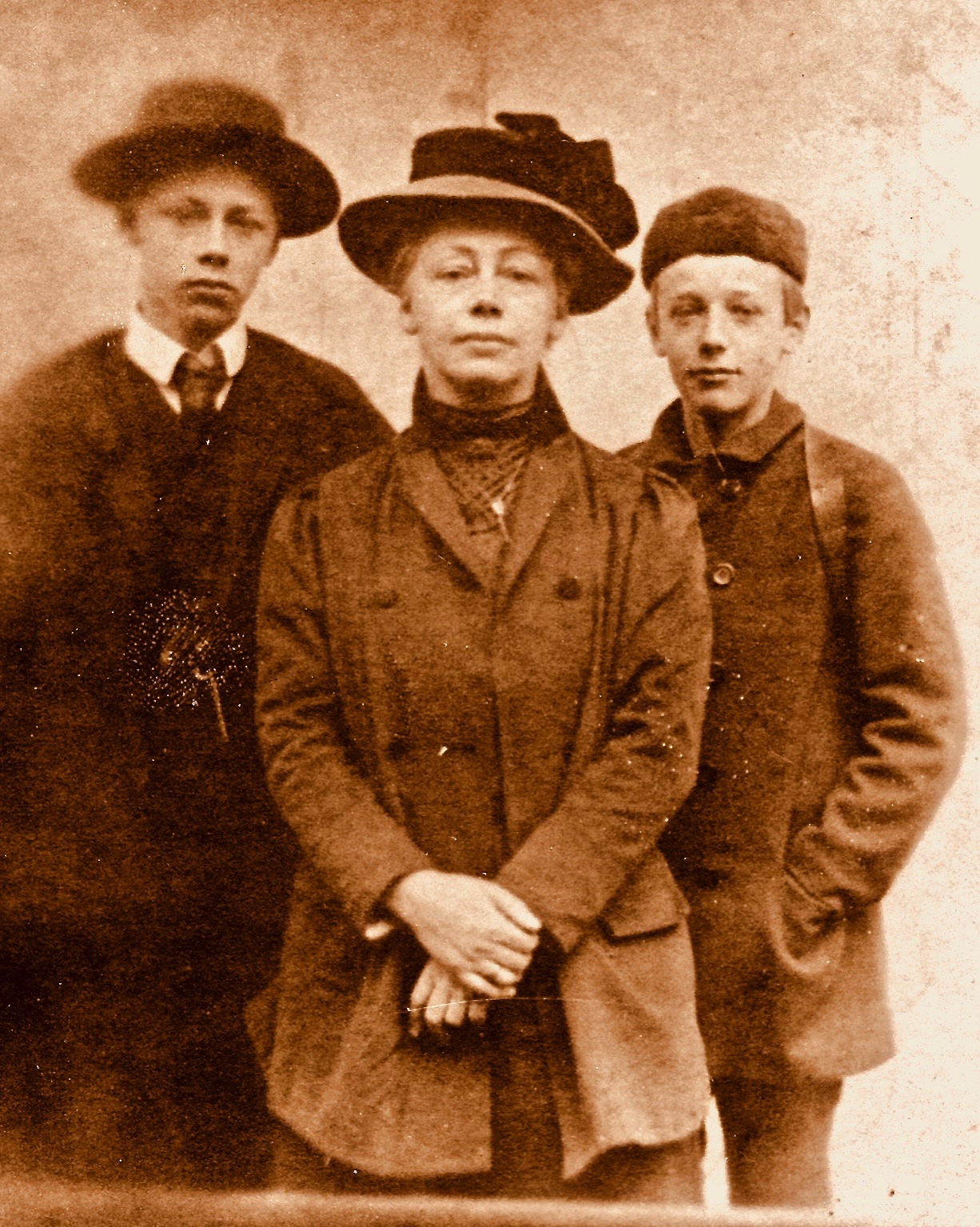
Käthe Kollwitzová se syny Hansem a Peterem (1909)

Otec Karl Schmidt vystudoval práva, ale pro své liberální názory nemohl najít zaměstnání ve státní správě a pracoval jako zednický mistr. Matka Katharina byla dcerou protestantského teologa a kazatele Julia Ruppa. Käthe byla jejich pátým dítětem, jejím bratrem byl pozdější ekonom a filozof Conrad Schmidt. Až do roku 1885 žila s rodiči v Královci, kde se učila kreslit u rytce Rudolfa Mauera. V roce 1886 absolvovala v Berlíně lekce kresby u Karla Stauffer-Berna na ženské akademii (Berliner Künstlerinnenschule). V té době se seznámila s grafickým dílem Maxe Klingera. Zejména cykly leptů Život a Láska měly pro další umělecký vývoj Käthe Kollwitzové zvláštní význam a trvale ji ovlivnily. Po roce se vrátila do Královce, kde ji učil malíř Emil Neide. V letech 1888–1890 studovala na ženské akademii v Mnichově ve třídě Ludwiga Hertericha. Pod vlivem díla Maxe Liebermanna a Fritze von Uhdeho se začala zajímat o zobrazování každodenního života prostých lidí, naturalistickou literaturu a problematiku ženských práv. Z eseje Maxe Klingera o teorii umění s názvem Malerei und Zeichnung (Malba a kresba) vzešel rozhodující impuls věnovat se grafice a soustředit se na negativní stránky života. Vytvořila několik přípravných kreseb pro scénu sporu z románu Émila Zoly Germinal a uvažovala o cyklu grafických listů podle této knihy. 
Po studiích žila rok jako umělkyně v Královci, než se v červnu 1891 provdala za lékaře Karla Kollwitze. Společně se přestěhovali do dělnické čtvrti Berlína, Prenzlauer Berg. V roce 1892 se jí narodil syn Hans, v roce 1896 syn Peter. V letech 1898 až 1903 byla učitelkou na dámské akademii (Verein der Berliner Künstlerinnen).

### Umělecké začátky (grafika)
V roce 1897 dokončila první kompletní grafický cyklus Vzpoura tkalců (Ein Weberaufstand), ke kterému ji inspirovalo naturalistické drama Tkalci (Die Weber) Gerharta Hauptmanna, jehož premiéru viděla v roce 1893. Později napsala, že díky tomuto dílu poznala moc umění „přeměnit ohavnou skutečnost v cosi zdánlivě velkolepého“.  Své dílo předvedla na Velké berlínské výstavě umění v roce 1898, kde upoutalo pozornost a Max Liebermann je navrhl na malou zlatou medaili. To však císař Vilém II. odmítl, protože bylo v ostrém kontrastu s tehdy preferovaným historismem a salonní malbou vyšší třídy.
V roce 1901 se Käthe Kollwitzová stala členkou spolku Berlínská secese, který byl založena v roce 1898 jako protipól oficiální umělecké scény. V listopadu 1901 na výstavě spolku představila svůj barevný kombinovaný tisk Žena s pomerančem (Frau mit Orange). V letech 1901 až 1908 pracovala na svém druhém tiskovém cyklu Sedlácká válka (Bauernkrieg) na motivy knihy Wilhelma Zimmermanna o násilném povstání rolníků proti útlaku a bezpráví v letech 1524–1525. Ještě před dokončením cyklu získala, jako první žena a grafička, za toto dílo cenu Villa Romana, kterou založil Max Klinger.
V letech 1908 až 1910 pracovala pro satirický časopis Simplicissimus. Její grafické práce se stále více stávaly nástrojem společenské a politické angažovanosti. Podle jejího názoru má umění za úkol zobrazovat sociální podmínky. V roce 1913 byla Käthe Kollwitzová jednou ze zakladatelek Frauenkunstverband (Asociace umělkyň) a působila jako její předsedkyně až do roku 1923.

### Sochařské práce
V roce 1904 Kollwitzová navštívila Paříž, kde se dva měsíce učila základům sochařské práce na Julianově akademii a navštívila ateliéry Augusta Rodina v Paříži a Meudonu. Modelovat začala v roce 1908. Prvním bronzovým odlitkem díla Käthe Kollwitzové byl portrét Julia Ruppa pro památník v Královci. V letech 1910 až 1912 vytvořila další sochařské návrhy, mezi nimi i svou první dosud dochovanou drobnou plastiku Žena s dítětem na klíně (Frau mit Kind im Schoß). V letech 1913 až 1918 se umělkyně zabývala převážně sochařskou tvorbou. 
V říjnu 1914 byl její syn Peter zabit v první bitvě o Flandry. Tato ztráta ji přivedla do kontaktu s pacifismem a se socialisty. Sousoší Truchlící rodiče (Trauerndes Elternpaar), vytvořené v letech 1914 až 1932, je věnováno padlému synovi a dnes stojí na německém válečném hřbitově ve Vladslu, kde byl v roce 1956 znovu pohřben. Osobní zkušenost a reflexi z první světové války promítla do grafického cyklu Válka (Krieg), jako dřevoryt byl dokončen v roce 1922.
V roce 1917 se u příležitosti 50. narozenin Käthe Kollwitzové konaly četné výstavy jejích prací v Berlíně a dalších německých městech. V roce 1919 se jako první žena stala řádnou členkou Pruské umělecké akademie (Preußische Akademie der Künste). Zároveň byla jmenována profesorkou, ale pedagogickou činnost začala na vlastní žádost vykonávat až v roce 1928. .

### Meziválečné období
Po válce se plné ztotožnila se socialistickým hnutím a její přesvědčení se odrazilo v její tvorbě sochařské a zejména grafické (dřevoryty Vzpomínka na Karla Liebknechta, 1919; cyklus Proletariát, 1925). Svou angažovanost projevila návrhy letáků a plakátů proti válce nebo pro různé pokrokové organizace. Plakát Nie wieder Krieg (Už nikdy válka) vytvořený v roce 1924 pro sjezd mladých socialistických dělníků v Lipsku se stal ikonou mírového hnutí po druhé světové válce. Svým dílem reagovala na sociální a společenské poměry meziválečného období. Sympatizovala se změnou společenského systému v Rusku, byla členkou Společnosti přátel nového Ruska.
V roce 1927 se Kollwitzové dostalo mnoha poct u příležitosti 60. narozenin. Byla na vrcholu slávy, mezinárodně uznávanou umělkyní. Putovní výstava jejích prací, která byla zahájena v New Yorku roku 1925, přes Ženevu pokračovala do německých měst. V listopadu se na pozvání zúčastnila v Moskvě světového sjezdu přátel Sovětského svazu. V následujícím roce byla v Moskvě uspořádána první samostatná výstava jejích grafických prací. V roce 1929 byla jako první žena oceněna pruským řádem Pour le Mérite pro vědy a umění. 

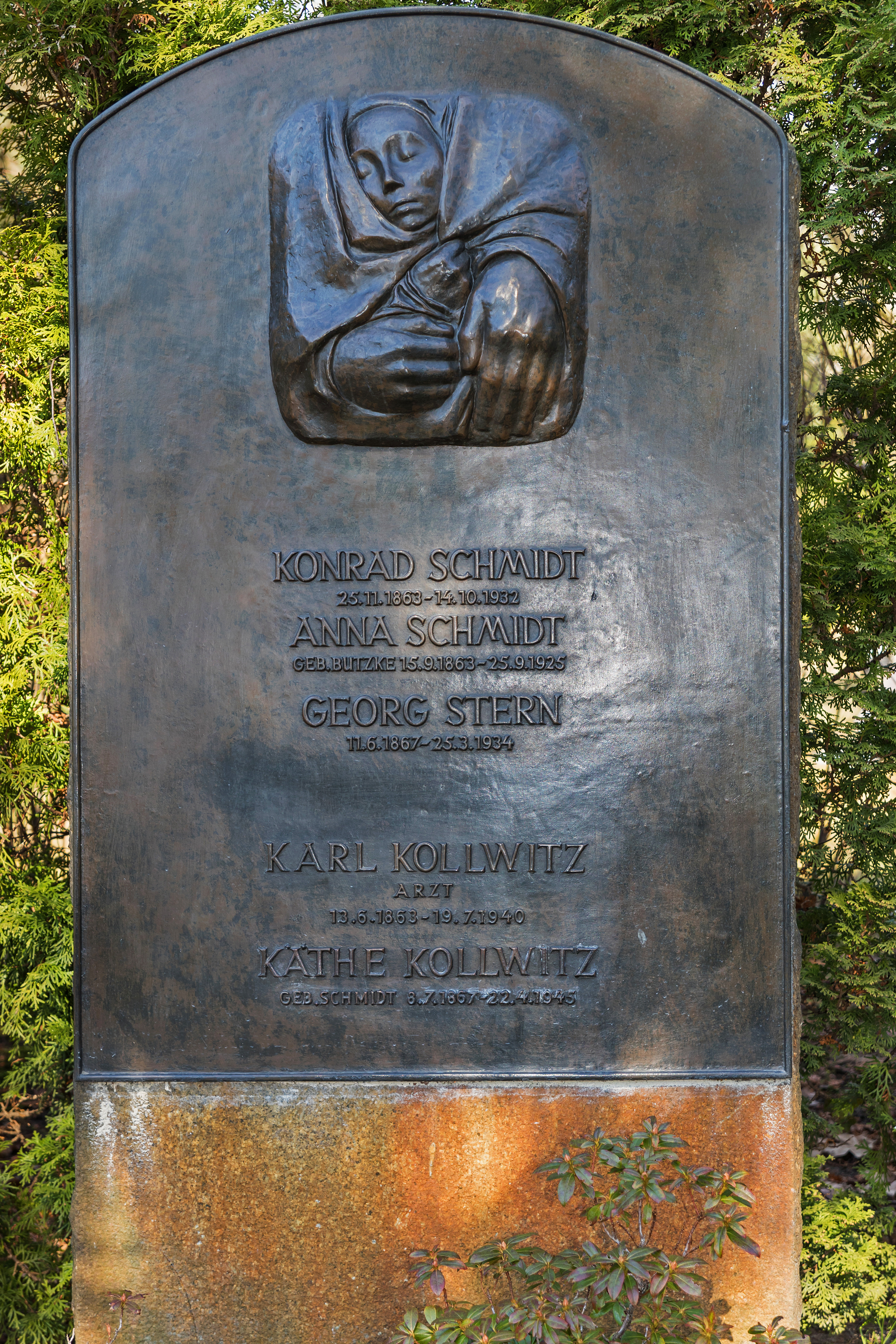
Náhrobek na centrálním hřbitově v Berlíně

Před volbami roku 1932 Käthe Kollwitzová spolu s Heinrichem Mannem a Albertem Einsteinem iniciovala výzvu ke spojení levicových demokratických stran, aby zabránila vítězství národních socialistů. V následujícím roce byla donucena opustit své místo v akademii, persekvován byl i její manžel. Käthe Kollwitzová začala pracovat na posledním ze svých grafických cyklů s názvem Smrt (Tod), který dokončila v roce 1937. V novém ateliéru na Klosterstraße 75 pokračovala v práci na velké plastice Matka se dvěma dětmi (Mutter mit zwei Kindern). Zatímco v USA popularita Kollwitzové rostla a bylo jí uspořádáno několik velkých výstav, v Německu bylo zakázáno její díla vystavovat.

### Závěr života
Když roce 1940 zemřel její manžel, svou ztrátu vyjádřila drobnou plastikou Sbohem (Abschied). Na podzim odešla ze svého ateliéru a postupně omezovala tvůrčí práci. V září 1942 padl na východní frontě u Rževa její nejstarší vnuk Peter.  Jako svou poslední drobnou plastiku dokončila v roce 1943 sádrový odlitek nazvaný Dvě manželky vojáků čekají (Zwei wartende Soldatenfraue). Koncem listopadu 1943 byl při náletu na Berlín zničen byt Weißenburger Straße, ve kterém žila a pracovala více než 50 let od roku 1891. Zničeny při tom byly četné grafiky, tisky a tiskové desky.
V červenci 1944 Käthe Kollwitzová přijala pozvání prince Ernsta Heinricha Saského k přesídlení do vily Rudendorf v Moritzburgu u Drážďan, kde zemřela dne 22. dubna 1945, několik dní před koncem války. V září byla urna s jejím popelem převezena do Berlína, aby byla pohřbena v rodinné hrobce na ústředním hřbitově ve Friedrichsfelde. 
Muzea věnovaná jejímu dílu jsou v Berlíně, Kolíně a Moritzburgu.
Její jméno nese asteroid (8827) Kollwitz objevený 13. dubna 1988 Freimutem Börngenem.

## Galerie

Grafika
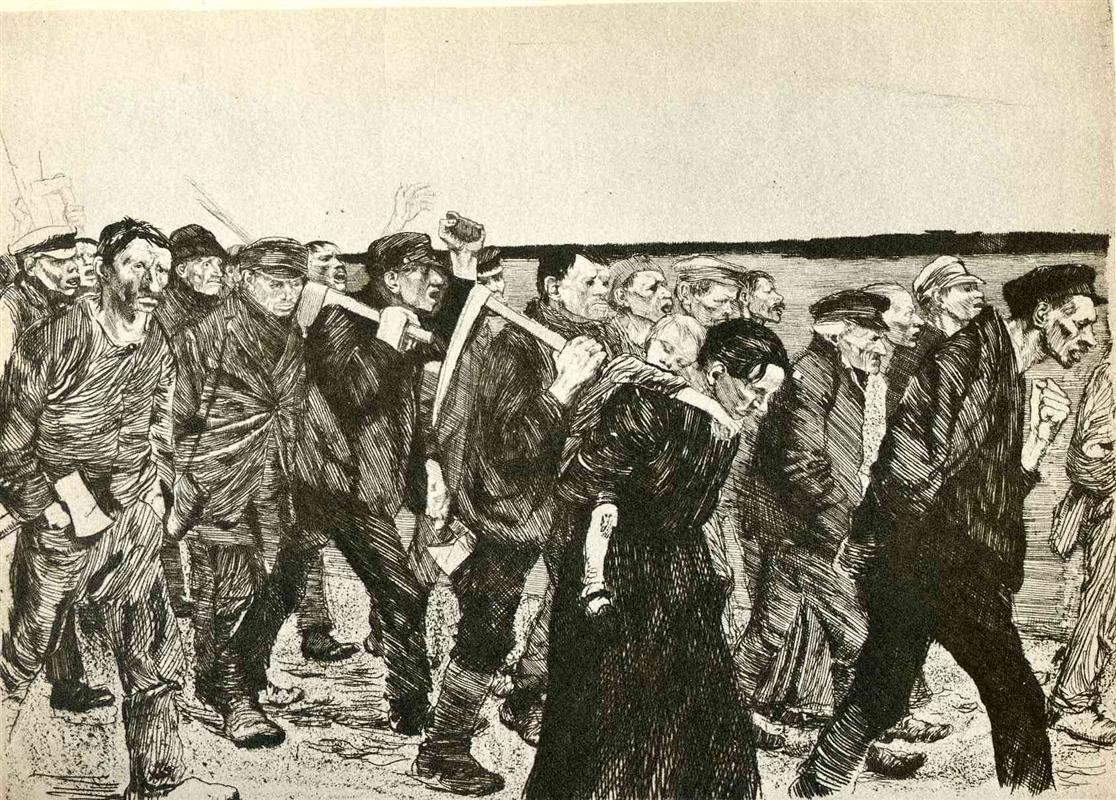
Pochod tkalců (list 4 z cyklu Vzpoura tkalců, 1893–1897)
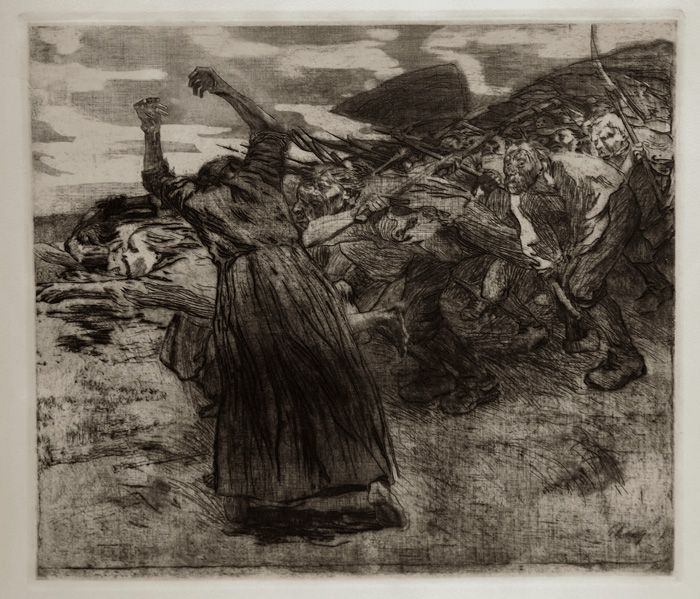
Vzplanutí (list č. 5 z cyklu Rolnická válka, 1902–1903)
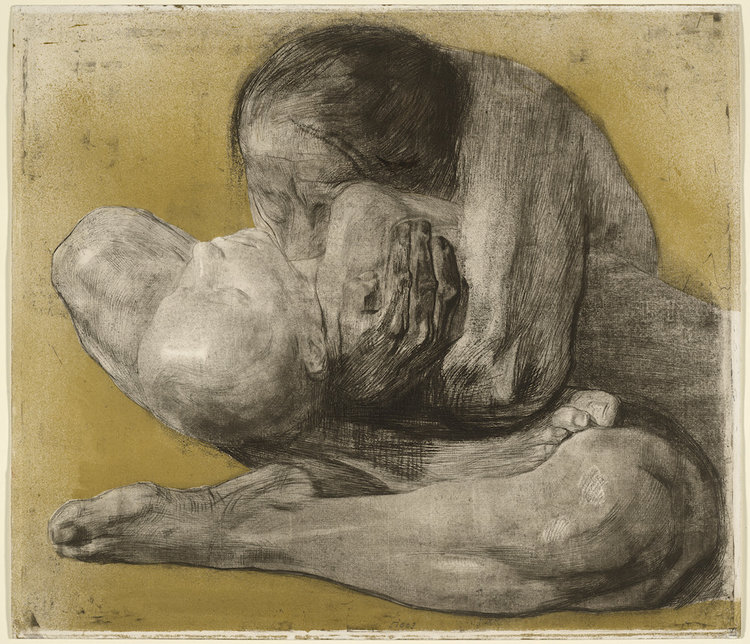
Žena s mrtvým dítětem (1903)
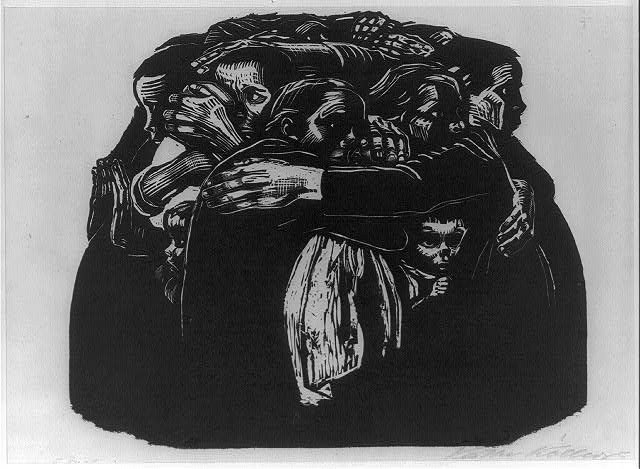
Matky (dřevoryt, 1922)
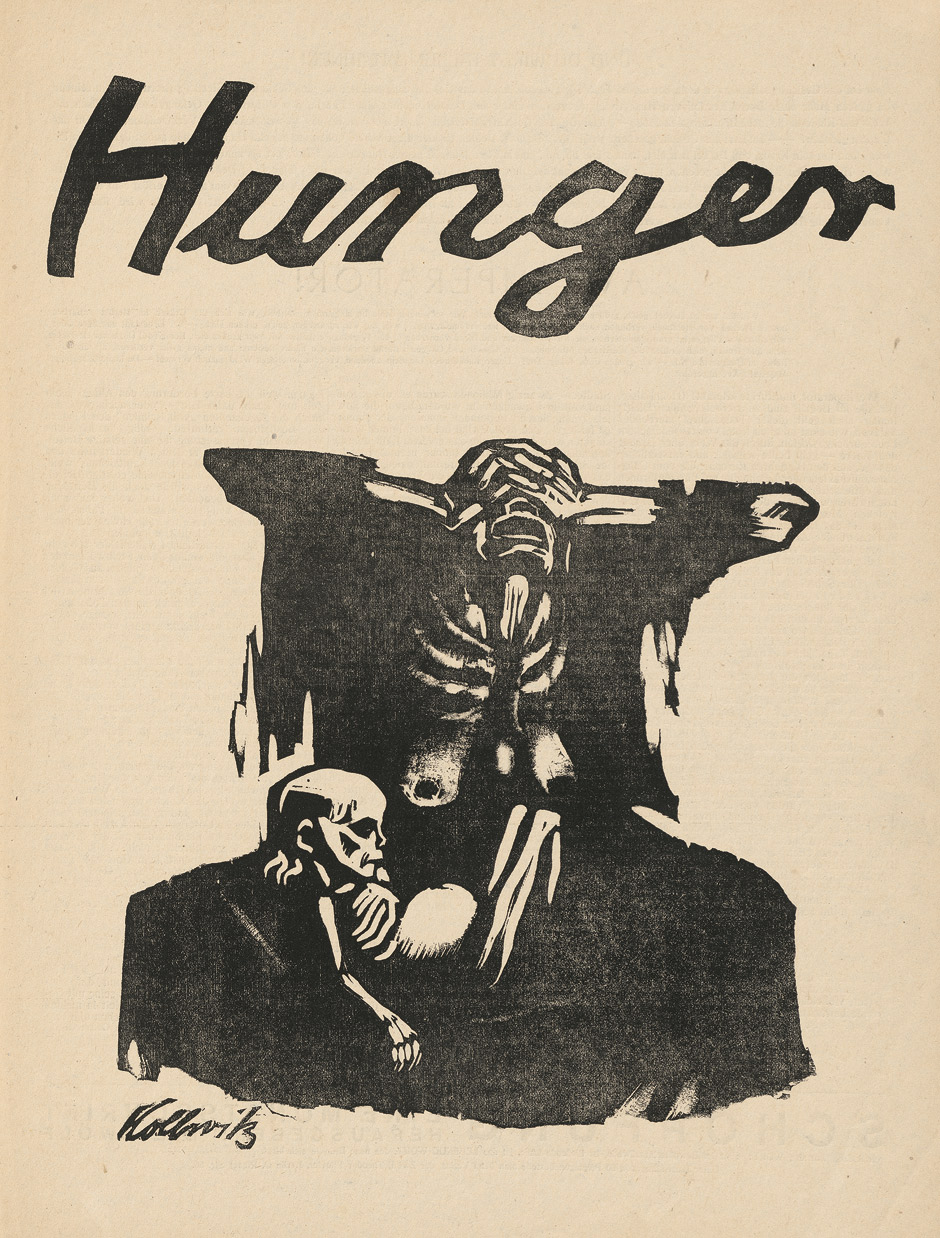
Hlad (plakát, 1922)
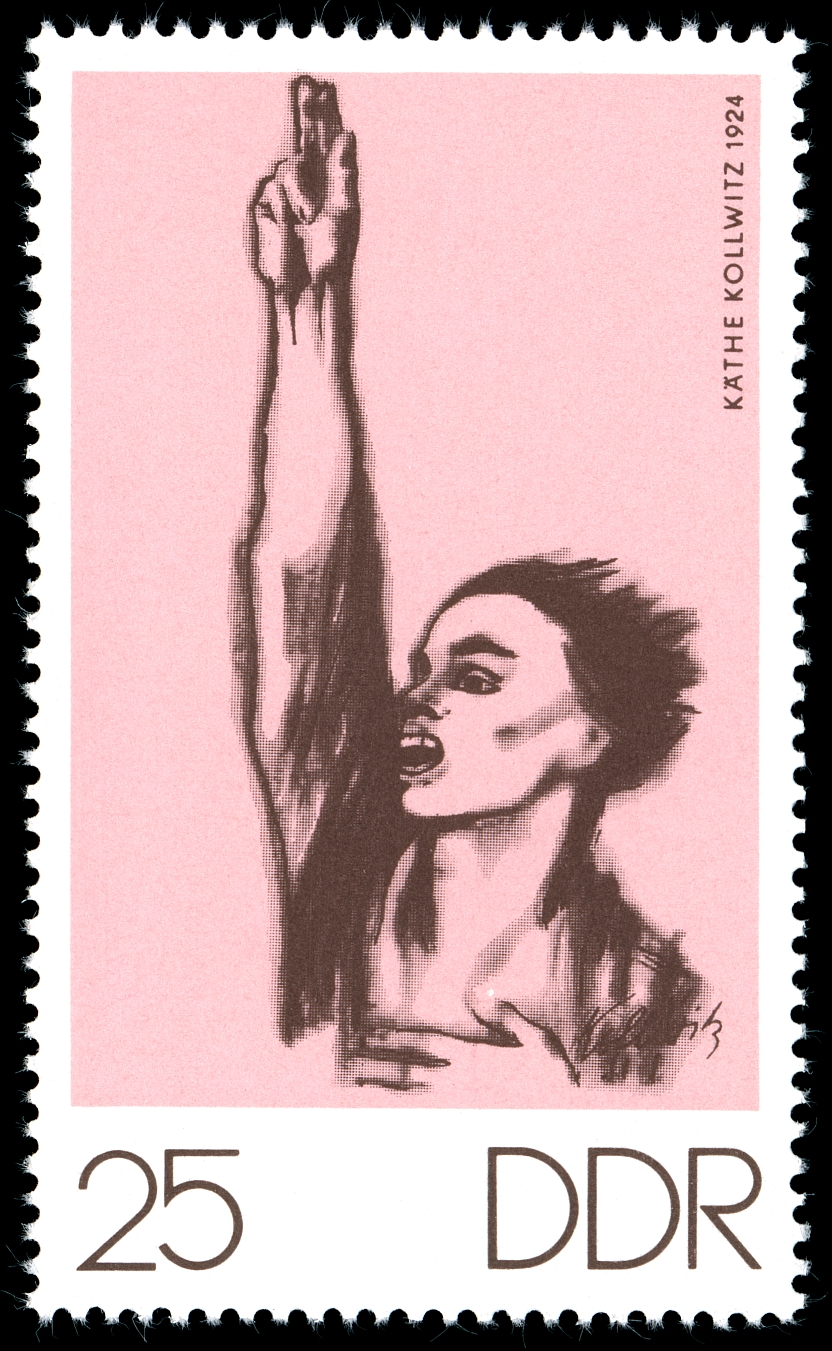
známka s plakátem Už nikdy válka

Sochy
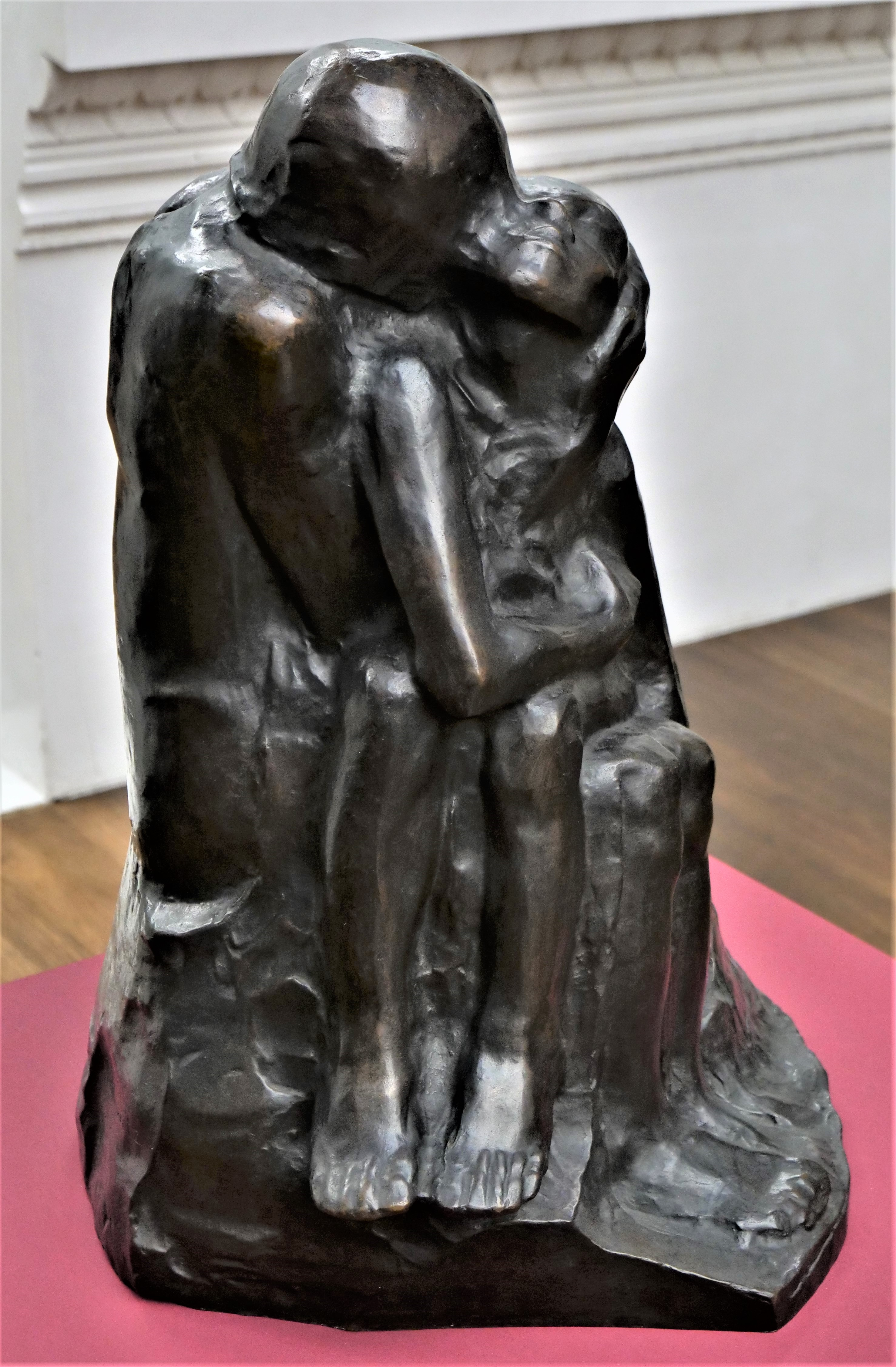
Milenci (bronz, 1913)
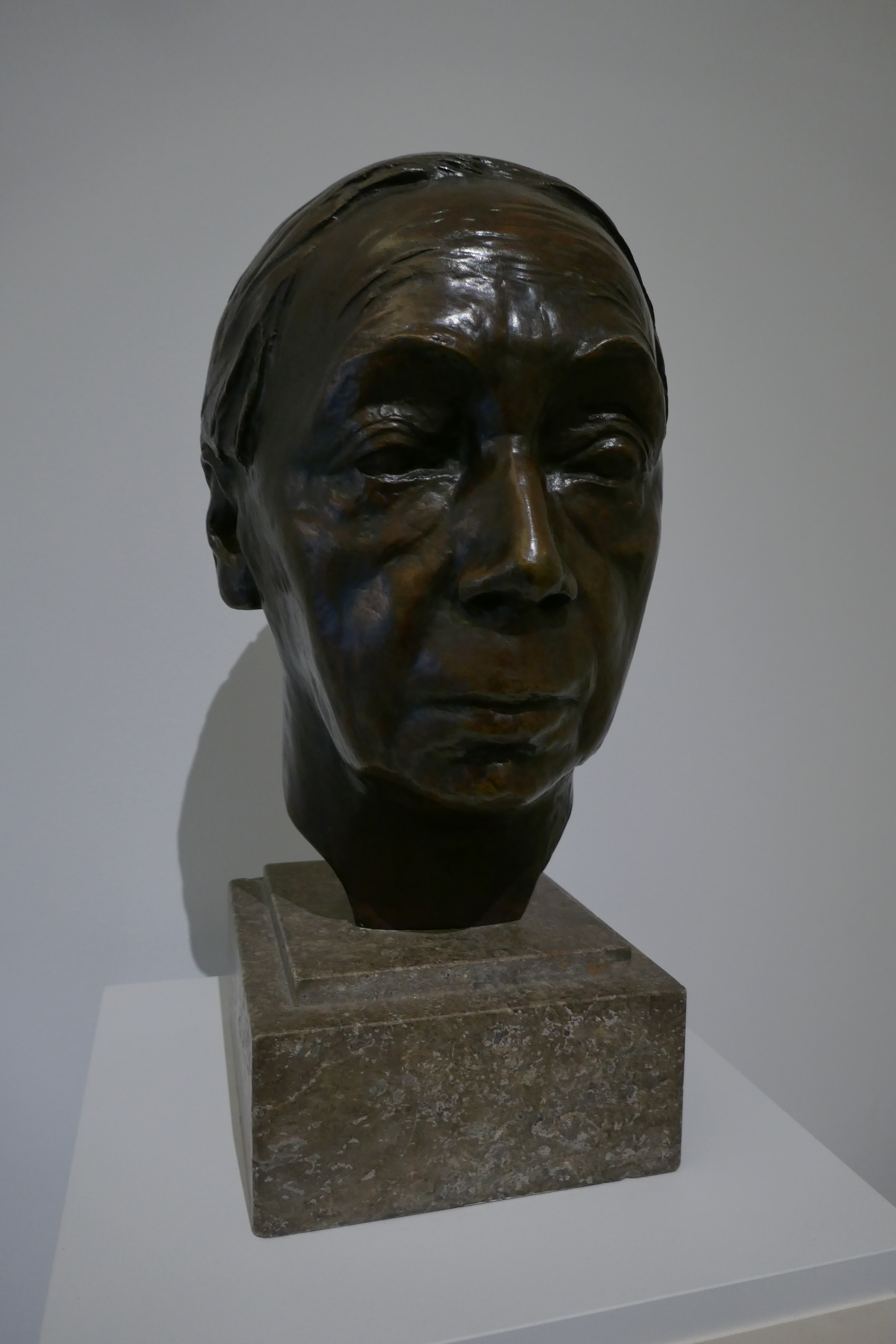
Autoportrét (bronz, 1926–1936)
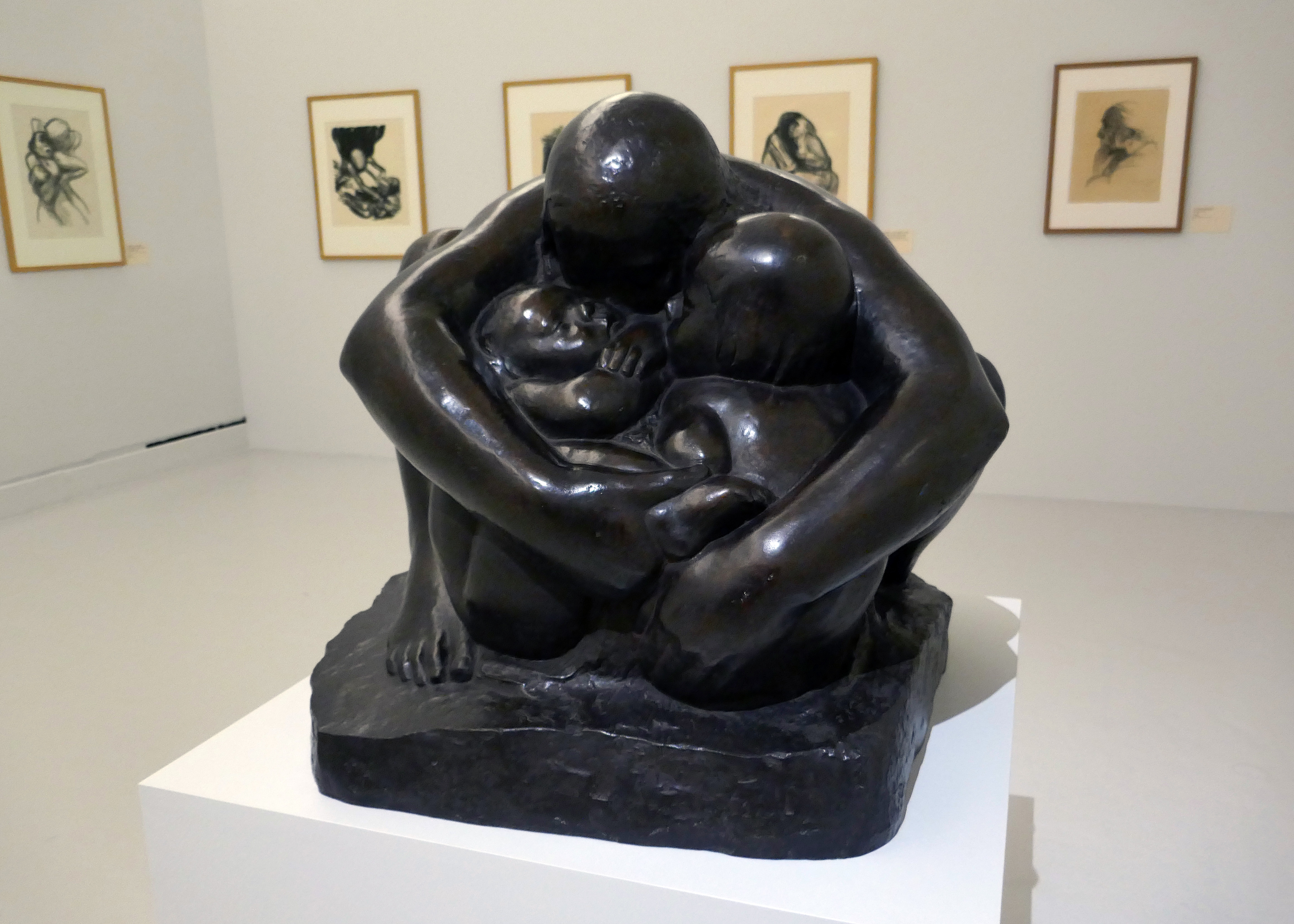
Matka se dvěma dětmi (bronz, 1932–1936)
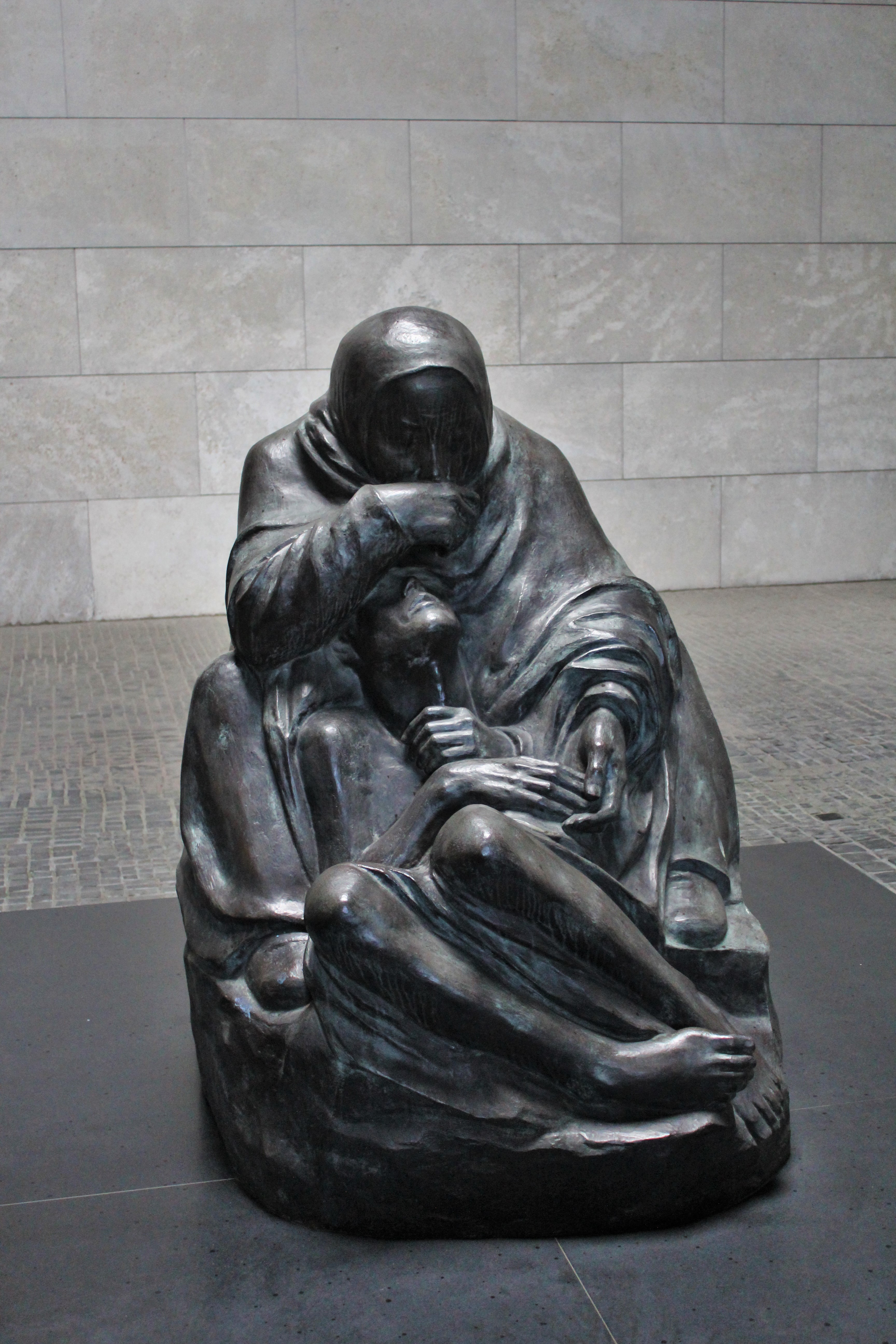
Matka s mrtvým synem (bronz, 1937)
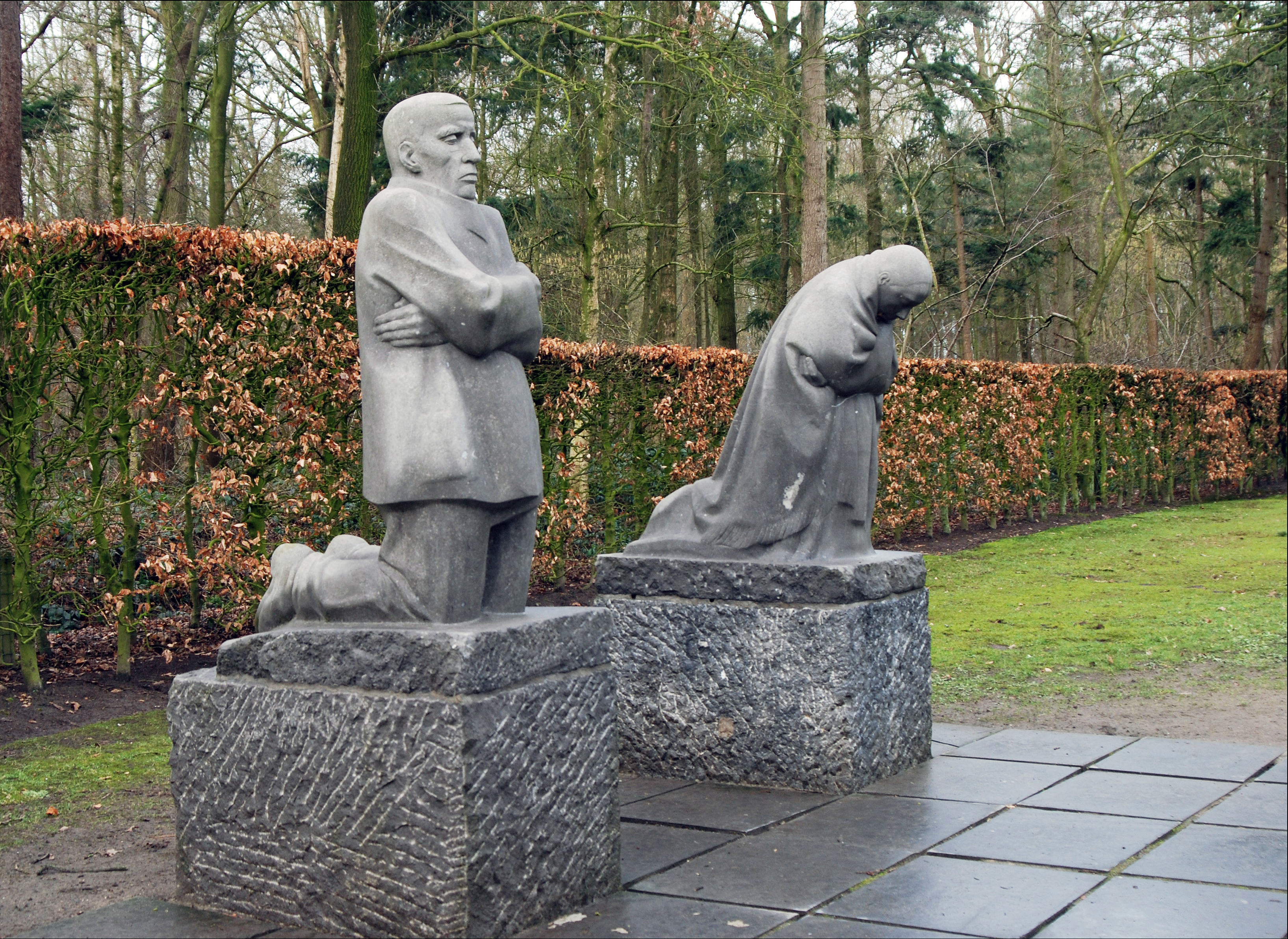
Truchlící rodiče (vojenský hřbitov Vladslo, 1914–1932)
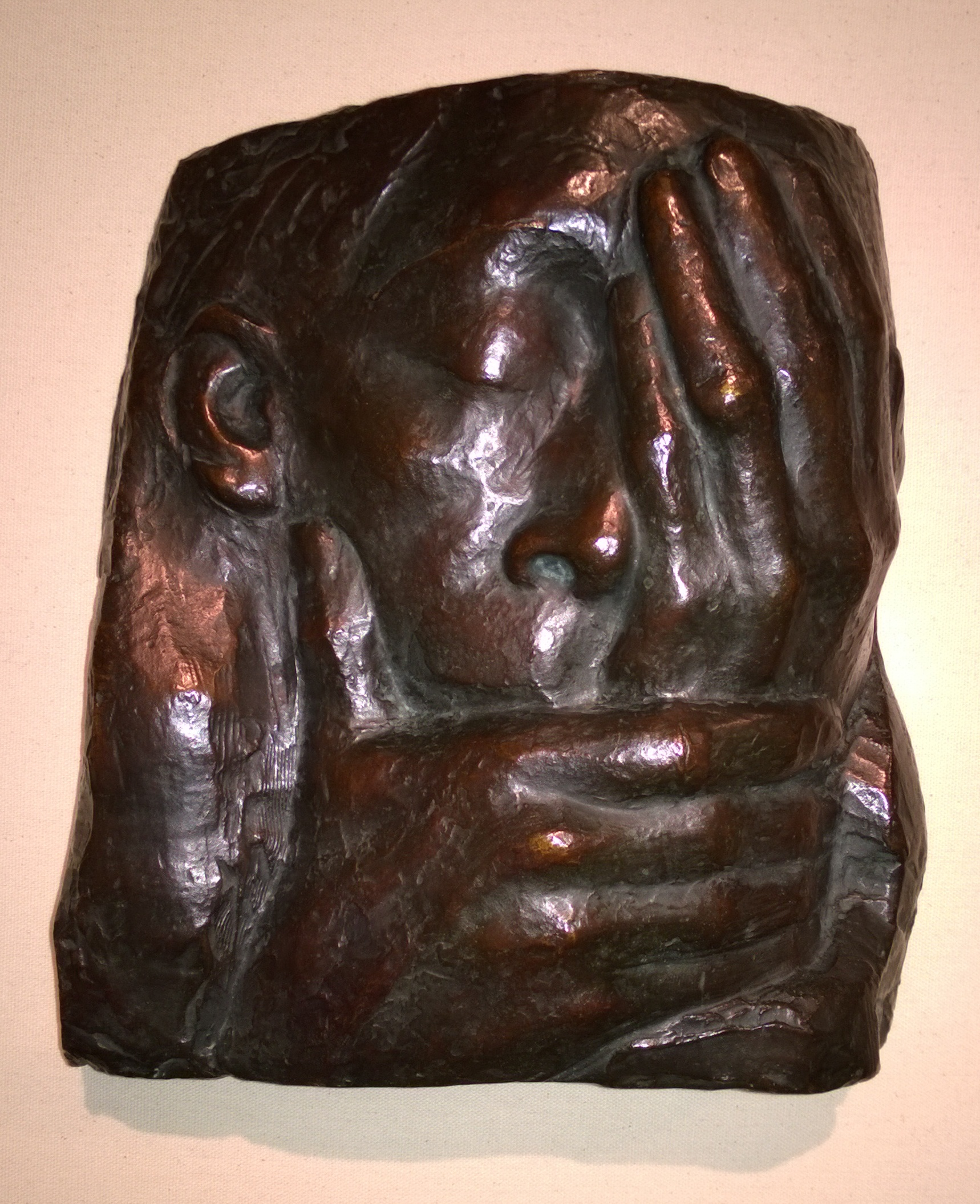
Nářek (bronzový reliéf, 1938–1941)